# Шулма (приток Андоги)
Шулма — река в Вологодской области России, левый приток Андоги (бассейн Волги). Длина реки составляет 76 км. Площадь водосборного бассейна — 1060 км².
Вытекает из болота Федино на Андогской гряде, на территории Воскресенского сельского поселения Череповецкого района, вначале течёт на север и северо-запад, затем поворачивает на запад, пересекает границу Андроновского сельского поселения Кадуйского района. Русло сильноизвилистое. Верхнее течение проходит по волнистой и холмистой моренной равнине, на высоте 160—180 м над уровнем моря, глубина вреза речной долины 4—6 м. В среднем и нижнем течении русло проходит по плоской и волнистой озерно-ледниковой равнине на высоте 110—140 м, глубина вреза долины достигает 15—20 м. После деревни Красное река поворачивает на юг, впадает в Андогу в 26 км от её устья в селе Никольское. Уклон реки — 0,98 м/км. Берега реки местами крутые, высокие, на них встречаются выходы верхнекаменноугольных известняков и доломитов, пермских глин. Ранее река использовалась для лесосплава.
Населённые пункты на берегах:
- Череповецкий район: Шулма, Курьяково, Дорка
- Кадуйский район
  - Андроновское сельское поселение: Красное,
  - Никольское сельское поселение: Ишкобой, Мелехино, Лыковская, Семеновская, Калинниково, Ивановское, Мелентьево, Сафоново, Иваново, Никоновская, Будиморово, Слобода, Вахонькино, Туровино, Анненская, Чурово, Фадеево, Завод, Стан, Никольское.

Основные притоки (от истока к устью, с расстоянием до устья):
- Ледбал (63 км, правый),
- Качебой (62 км, левый),
- Улазарка (36 км, правый),
- Казара (17 км, правый),
- Амбуй (левый)

## Данные водного реестра
По данным государственного водного реестра России относится к Верхневолжскому бассейновому округу, водохозяйственный участок реки — Суда от истока и до устья, речной подбассейн реки — Реки бассейна Рыбинского водохранилища. Речной бассейн реки — (Верхняя) Волга до Куйбышевского водохранилища (без бассейна Оки).
Код объекта в государственном водном реестре — 08010200212110000007999.